# Czyn bezprawny
Czyn bezprawny – zachowanie polegające na działaniu sprzecznym z prawem lub niedopełnieniu obowiązku wynikającego z normy prawnej, orzeczenia sądowego lub zobowiązania cywilnoprawnego.
W prawie cywilnym czyn bezprawny może być czynem niedozwolonym.
W prawie karnym czyn bezprawny jest obwarowany karą kryminalną – jest wtedy czynem zabronionym pod groźbą kary (inaczej: jest karnie bezprawny, tzn. jest sprzeczny z normami prawa karnego) i stanowi element składający się na strukturę przestępstwa lub wykroczenia. Okoliczność wyłączająca bezprawność czynu w prawie karnym nazywa się kontratypem.